# U-167 (1942)
| U-167 | U-167 | U-167 |
| --- | --- | --- |
| U 167 | | |
| | | |
| Німецький підводний човен U-190, однотипний з U-167, в порту Сент-Джонса після капітуляції. Червень 1945 | | |
| Верф | Deutsche Schiff- und Maschinenbau, AG Weser, Бремен | Deutsche Schiff- und Maschinenbau, AG Weser, Бремен |
| Під прапором                                                                                             | Третій Рейх | Третій Рейх |
| Належність                                                                                               | Крігсмаріне | Крігсмаріне |
| Порт приписки                                                                                            | Штеттін Лор'ян | Штеттін Лор'ян |
| Замовлення                                                                                               | 15 серпня 1940 | 15 серпня 1940 |
| Закладений                                                                                               | 12 березня 1941 | 12 березня 1941 |
| Спуск на воду                                                                                            | 5 березня 1942 | 5 березня 1942 |
| Введений до складу флоту                                                                                 | 4 липня 1942 | 4 липня 1942 |
| На службі                                                                                                | 1942—1943 | 1942—1943 |
| Загибель                                                                                                 | 6 квітня 1943 року затоплений екіпажем біля острова Гран-Канарія через пошкодження, зазнані внаслідок авіаудару британських «Гудзонів»                                  | 6 квітня 1943 року затоплений екіпажем біля острова Гран-Канарія через пошкодження, зазнані внаслідок авіаудару британських «Гудзонів»                                  |
| Сучасний статус                                                                                          | піднятий; знятий у фільмі та розібраний на брухт | піднятий; знятий у фільмі та розібраний на брухт |
| Бойовий досвід                                                                                           | Друга світова війна Битва за Атлантику | Друга світова війна Битва за Атлантику |
| Проєкт                                                                                                   | | |
| Тип ПЧ                                                                                                   | великий океанський торпедний ДПЧ | великий океанський торпедний ДПЧ |
| Основні характеристики                                                                                   | | |
| Швидкість (надводна)                                                                                     | 18,2 вузла (33,7 км/год) | 18,2 вузла (33,7 км/год) |
| Швидкість (підводна)                                                                                     | 7,3 (13,5 км/год) | 7,3 (13,5 км/год) |
| Робоча глибина занурення                                                                                 | 100 м | 100 м |
| Гранична глибина занурення                                                                               | 230 м | 230 м |
| Дальність плавання                                                                                       | 63 милі (117 км) на швидкості 4 вузли (7,4 км/год) (у підводному положенні) 13 450 морських миль (24 910 км на швидкості 10 вузлів (19 км/год) (у надводному положенні) | 63 милі (117 км) на швидкості 4 вузли (7,4 км/год) (у підводному положенні) 13 450 морських миль (24 910 км на швидкості 10 вузлів (19 км/год) (у надводному положенні) |
| Екіпаж                                                                                                   | 48 офіцерів та матросів | 48 офіцерів та матросів |
| Розміри                                                                                                  | | |
| Довжина найбільша (по КВЛ)                                                                               | 76,76 м | 76,76 м |
| Ширина корпусу найб.                                                                                     | 6,86 м | 6,86 м |
| Висота                                                                                                   | 9,6 м | 9,6 м |
| Середня осадка (по КВЛ)                                                                                  | 4,67 м | 4,67 м |
| Водотоннажність надводна                                                                                 | 1144 т | 1144 т |
| Силова установка                                                                                         | | |
| Дизель-електрична: 2 дизельні двигуни MAN M 9 V 40/46 2 електродвигуни Siemens-Schuckert 2 GU 345/34     | | |
| Гвинти                                                                                                   | 2 | 2 |
| Потужність                                                                                               | 2 × 2200 к.с. (дизелі) 2 × 740 к.с. (електродвигуни) | 2 × 2200 к.с. (дизелі) 2 × 740 к.с. (електродвигуни) |
| Озброєння                                                                                                | | |
| Артилерія                                                                                                | 1 × 105-мм палубна гармата SK C/32 | 1 × 105-мм палубна гармата SK C/32 |
| Торпедно- мінне озброєння                                                                                | 4 носових і 2 кормових ТА; 22 торпеди або 44 міни TMA чи 66 TMB | 4 носових і 2 кормових ТА; 22 торпеди або 44 міни TMA чи 66 TMB |
| ППО | 1 × 37-мм зенітна гармата SKC/30 2 (1 × 2) × 20-мм зенітні гармати FlaK 30                                                                                              | 1 × 37-мм зенітна гармата SKC/30 2 (1 × 2) × 20-мм зенітні гармати FlaK 30                                                                                              |

U-167 — німецький великий океанський підводний човен типу IXC/40, що входив до складу Військово-морських сил Третього Рейху за часів Другої світової війни. Закладений 12 березня 1941 року на верфі Deutsche Schiff- und Maschinenbau, AG Weser у Бремені під будівельним номером 706. Спущений на воду 5 березня 1942 року, а 4 липня 1942 року корабель увійшов до складу ВМС нацистської Німеччини.

## Історія служби
U-167 належав до серії німецьких підводних човнів підтипу IXC/40, найбільшої серії великих океанських човнів типу IX, подальшого розвитку IX C зі збільшеними розмірами, підвищеною дальністю плавання і без третього перископа, призначених діяти на морських комунікаціях противника на далеких відстанях у відкритому океані. Човнів цього типу було випущено 87 одиниць і вони відносно результативно проявили себе в ході бойових дій в Атлантиці. 4 липня 1942 року U-167 розпочав службу у складі 4-ї навчальної флотилії, а з 1 грудня 1942 року переведений до бойового складу 10-ї флотилії ПЧ Крігсмаріне.
З грудня 1942 до квітня 1943 року U-167 здійснив 3 бойових походи в Атлантичний океан, в яких провів 162 дні. За цей час човен потопив 1 торговельне судно (5 449 GRT) і ще одне пошкодив (7 200 GRT).
6 квітня 1943 року U-167 був виявлений британськими патрульними літаками «Гудзон» біля острова Гран-Канарія (Канарські острови). В результаті зазнаної атаки глибинними бомбами німецький човен серйозно постраждав і за рішенням командира наступного дня був затоплений екіпажем. Жоден з членів екіпажу не загинув.
У 1951 році німецький човен піднятий і перевезений до Іспанії. Комерційно використовувався для зйомок фільмів тощо. Розібраний на брухт.

## Командири
- Капітан-лейтенант Курт Нойберт (4 липня 1942 — 8 січня 1943)
- Лейтенант-цур-зее Гюнтер Цанов (8 — 16 січня 1943)
- Корветтен-капітан Курт Штурм (5 лютого — 6 квітня 1943)

## Перелік уражених U-167 суден у бойових походах
| №                                                       | Дата            | Командир ПЧ        | Назва         | Тип                | Належність      | Водотоннажність (брт) | Вантаж | Конвой       | Результат та координати                                                | Наслідки атаки для екіпажу     | Прим.                                               |
| ------------------------------------------------------- | --------------- | ------------------ | ------------- | ------------------ | --------------- | --------------------- | --- | ------------ | ---------------------------------------------------------------------- | ------------------------------ | --------------------------------------------------- |
| Другий похід (27.02—6.04.1943, 39 діб; Лор'ян—загибель) |                 |                    |               |                    |                 |                       | |              |                                                                        |                                |                                                     |
| 1                                                       | 17 березня 1943 | KrvKpt. Курт Штурм | Molly Pitcher | суховантажне судно | США             | 7 200                 | 5600 тонн генеральних вантажів, включаючи цукор, каву, вибухівку, вугілля, тягачі, вантажівки, машини швидкої допомоги | Конвой UGS 6 | пошкоджено 38°21′ пн. ш. 19°54′ зх. д. / 38.350° пн. ш. 19.900° зх. д. | 70 (4 загинули та 66 вціліли)  | судно класу «Ліберті»; наступного дня добитий U-521 |
| 2                                                       | 28 березня 1943 | KrvKpt. Курт Штурм | Lagosian      | суховантажне судно | Велика Британія | 5 449                 | баласт | Конвой RS 3  | потоплено 25°41′ пн. ш. 15°43′ зх. д. / 25.683° пн. ш. 15.717° зх. д.  | 46 (11 загинули та 35 вціліли) |                                                     |